# Liste der Personen der russischen Visasperrliste
Die russische Visasperrliste wurde am 27. Mai 2015 vom russischen Außenministerium an mehrere EU-Delegationen übergeben. Auf der Liste sind 89 europäische Politiker, Militärs und Personen aus der Wirtschaft aufgeführt, die nicht mehr nach Russland einreisen dürfen (Stand der Liste: 26. Mai 2015).

## Vorgeschichte
Im Vorfeld der Übergabe der „schwarzen Liste“ kam es zu Spannungen zwischen Deutschland und Russland, nachdem Russland am 25. Mai 2015 dem Vorsitzenden der deutsch-ukrainischen Parlamentariergruppe, Karl-Georg Wellmann (CDU), die Einreise verwehrt hatte. Das Einreiseverbot bleibt – so teilte man ihm mit – bis 2019 bestehen. In einer ersten Reaktion sagte Bundestagsvizepräsident Johannes Singhammer (CSU) seine bevorstehende Moskaureise ab. Er hatte geplant, im russischen Außenministerium Gespräche mit Abgeordneten der russisch-deutschen Freundschaftsgruppe, Kirchenvertretern sowie russischen Oppositionspolitikern zu führen.
Sergei Mitrochin, der Vorsitzende der russischen Oppositionspartei Jabloko, hat das Einreiseverbot für den Bundestagsabgeordneten Wellmann als nicht nachvollziehbar kritisiert: „Das Verbot fällt nicht nur aus dem Rahmen zivilisierter Beziehungen zwischen Staaten, sondern zeugt auch von einer unpassenden Außenpolitik.“
Bereits im September 2014 wurde Rebecca Harms, Vorsitzende der Fraktion Die Grünen/Europäische Freie Allianz (Grüne/EFA) im Europäischen Parlament, trotz ihres Diplomatenpasses am Flughafen festgehalten. Ihr wurde ohne Nennung von Gründen die Einreise verwehrt. Nach ihrer Rückkehr sprach Harms von der Existenz einer Liste mit Namen von europäischen Politikern, die mit Sanktionen wie Einreisebeschränkungen nach Russland rechnen müssten. Vertreter der Deutschen Botschaft Moskau hätten ihr gegenüber von einer „stop list“ gesprochen. Gleiches widerfuhr einem lettischen Europaabgeordneten.
Auch eine Sprecherin aus Brüssel teilt mit, dass die Existenz einer solchen Liste schon länger bekannt gewesen sei: „In den vergangenen Monaten wurde einer Vielzahl von EU-Politikern, darunter Mitgliedern des Parlaments, bei der Ankunft an der russischen Grenze die Einreise verweigert.“ Russland habe dies damit begründet, dass jene Personen auf einer vertraulichen Liste stünden.

## Reaktionen
Zahlreiche Medien bewerteten die Liste als Reaktion auf die Sanktionen der EU gegen Russland nach der Krimannexion. Yleisradio (yle), die öffentlich-rechtlichen Rundfunkanstalt von Finnland, leakte eine deutschsprachige Fassung der Liste, welche auch vom Deutschlandfunk online zugänglich gemacht wurde.
Am 30. Mai 2015 bestätigte ein hochrangiger Mitarbeiter des russischen Außenministeriums der Agentur TASS die „Weitergabe von ähnlichen Listen an europäische Partner Russlands.“ Die Listen seien auf mehrfaches Bitten europäischer Regierungen vertraulich weitergegeben worden. Zu konkreten Begründungen für die Erteilung von Einreisesperren für einzelne Personen mochte das russische Außenministerium jedoch keine Stellung beziehen. Einzig die allgemeine Einordnung der Einreisesperren als Reaktion auf Sanktionen der EU und anderer europäischer Staaten gegen Russland wurde bestätigt.
Auf besonders heftige Kritik stieß das Einreiseverbot in Tschechien. Außenminister Lubomír Zaorálek kritisiert die Liste als „einseitig und intransparent“. Sein Land hat aus Protest den russischen Botschafter, Sergej Kisselew, in das Außenministerium einbestellt. Kisselew solle „erklären, warum die Namen von vier Bürgern der Tschechischen Republik auf der Liste stehen“.
Elmar Brok (CDU), der Vorsitzende des Auswärtigen Ausschusses des Europaparlaments (AFET), verurteilte die Einreiseverbote, da keine der Personen auf der Liste etwas Rechtswidriges getan habe: „Das ist ein deutlicher Unterschied zu den Sanktionen der EU gegen russische Personen.“ Es handele sich, so Brok, um eine „Show für die eigene Bevölkerung“ und eine „symbolische Retourkutsche“. Rebecca Harms (Vorsitzende der Fraktion der Die Grünen/Europäische Freie Allianz im Europäischen Parlament) befand: „Russland rächt sich für die EU-Einreiseverbote. Die Verbote sind aber nicht vergleichbar. Moskau hat Völkerrecht gebrochen. Wir nicht.“
Die EU verurteilte die russische Liste als willkürlich, intransparent und ungerechtfertigt. Der Präsident des Europäischen Parlamentes, Martin Schulz (SPD), forderte von den russischen Behörden, ihre Entscheidungen gemäß internationalen Richtlinien transparent zu machen. Nur so könnten die Betroffenen ihr Recht zur Verteidigung wahrnehmen sowie Einspruch einlegen.
Der russische Außenminister Sergei Lawrow wies die Empörungen in der EU mit der Begründung zurück, dass die Betroffenen während der Ukraine-Krise „aktiv einen Staatsstreich unterstützt“ hätten. Vizeaußenminister Alexej Meschkow kritisierte die Veröffentlichung der vertraulich übergebenen Liste als Vertrauensbruch. Das russische Außenministerium schloss eine Erweiterung der Liste nicht aus, falls die EU weitere Einreiseverbote gegen russische Staatsbürger verhänge.

## Betroffene Personen
Die Personen sind mit Namen, relevanter Funktionen und Staatsbürgerschaft aufgeführt. Zusätzlich zum Original, das bis Juni 2015 auf Wikisource einsehbar war, wurde die Spalte „Gruppe“ hinzugefügt. Mit Hilfe der Sortierfunktion lässt sich die jeweiligen Berufsgruppe wie Politiker, Militär oder Person aus dem Wirtschaftsleben leicht überschauen.
| #  | Name                                    | Funktion | Gruppe       | Herkunft               |
| -- | --------------------------------------- | --- | ------------ | ---------------------- |
| 10 | Guy Verhofstadt                         | Mitglied des Europäischen Parlaments (MdEP) (Fraktion der Allianz der Liberalen und Demokraten für Europa (ALDE)), Fraktionsvorsitzender, Mitglied des Ausschusses für konstitutionelle Fragen (AFCO)            | Politik      | Belgien                |
| 19 | Mark Demesmaeker                        | MdEP (Europäische Konservative und Reformer (EKR)) | Politik      | Belgien                |
| 14 | Ilijan Wassilew                         | ehemaliger Botschafter Bulgariens in Russland, Miteigentümer und Manager der Consulting-Firma ISE „Innovative Energy Solutions“                                                                                  | Diplomat     | Bulgarien              |
| 2  | Thomas Ahrenkiel                        | Leiter des Forsvarets Efterretningstjeneste (militärischer Aufklärungsdienst der dänischen Streitkräfte) | Geheimdienst | Dänemark               |
| 20 | Lene Espersen                           | ehemaliges Mitglied im dänischen Parlament (Konservative Volkspartei), ehemalige Außenministerin | Politik      | Dänemark               |
| 25 | Daniel Carlsen                          | Vorsitzender Partei der Dänen | Politik      | Dänemark               |
| 48 | Per Stig Møller                         | Mitglied des dänischen Parlaments (Konservative Volkspartei), Vorsitzender des Komitees für Außenpolitik, Sprecher für EU-Politik der Fraktion der konservativen Volkspartei Dänemarks, ehemaliger Außenminister | Politik      | Dänemark               |
| 9  | Karl-Georg Wellmann                     | MdB (CDU), Vorsitzender der deutsch-ukrainischen Parlamentariergruppe | Politik      | Deutschland            |
| 23 | Katrin Suder                            | damals beamtete Staatssekretärin im Bundesverteidigungsministerium (parteilos) | Politik      | Deutschland            |
| 36 | Uwe Corsepius                           | Generalsekretär des Rats der Europäischen Union | Politik      | Deutschland            |
| 50 | Karl Müllner                            | Inspekteur der Luftwaffe | Militär      | Deutschland            |
| 55 | Bernd Posselt                           | ehemaliger MdEP (Fraktion der Europäischen Volkspartei (Christdemokraten) (EVP)), Bundesvorsitzender der Sudetendeutschen Landsmannschaft                                                                        | Politik      | Deutschland            |
| 78 | Michael Fuchs                           | MdB (CDU), stellvertretender CDU/CSU-Fraktionsvorsitzender | Politik      | Deutschland            |
| 80 | Rebecca Harms                           | MdEP (Fraktion Die Grünen/Europäische Freie Allianz (Grüne/EFA)), Fraktionsvorsitzende | Politik      | Deutschland            |
| 26 | Meelis Kiili                            | Brigadegeneral, Kommandant des Verteidigungsbundes | Militär      | Estland                |
| 32 | Tunne Kelam                             | MdEP (EVP-Fraktion), Mitglied des Ausschusses für auswärtige Angelegenheiten, Menschenrechte, Gemeinsame Sicherheit und Verteidigungspolitik (AFET)                                                              | Politik      | Estland                |
| 52 | Kristiina Ojuland                       | MdEP (ALDE-Fraktion), ehemaliges Mitglied des AFET-Ausschusses | Politik      | Estland                |
| 53 | Andres Parve                            | stellvertretender Vorsitzender der Vereinigung der Rüstungsindustrie, Leiter der estnischen Delegation in der NATO Industrial Advisory Group                                                                     | Wirtschaft   | Estland                |
| 60 | Urmas Reinsalu                          | ehemaliger Verteidigungsminister, Vorsitzender der Partei „Vaterlandsunion und Republik“ | Politik      | Estland                |
| 69 | Arnold Sinisalu                         | Generaldirektor der Sicherheitspolizei | Geheimdienst | Estland                |
| 71 | Riho Terras                             | Generalmajor, Oberbefehlshaber der Streitkräfte | Militär      | Estland                |
| 72 | Artur Tiganik                           | stellvertretender Oberbefehlshaber der Streitkräfte | Militär      | Estland                |
| 81 | Heidi Hautala                           | MdEP (Grüne/EFA-Fraktion) | Politik      | Finnland               |
| 28 | Daniel Cohn-Bendit                      | ehemaliger MdEP (Grüne/EFA-Fraktion) | Politik      | Frankreich             |
| 42 | Bernard-Henri Lévy                      | Persönlichkeit des öffentlichen Lebens | Journalist   | Frankreich             |
| 46 | Henri Malosse                           | Vorsitzender des Europäischen Wirtschafts- und Sozialausschusses | Politik      | Frankreich             |
| 63 | Bruno Le Roux                           | Vorsitzender der Fraktion Socialiste, républicain, citoyen et divers gauche (SRC) in der französischen Nationalversammlung                                                                                       | Politik      | Frankreich             |
| 47 | Theodore Margellos                      | Miteigentümer der Consulting-Agentur „Informed Judgement Partners“ | Wirtschaft   | Griechenland           |
| 18 | Philip Dunne                            | Mitglied des britischen Parlaments (Conservative Party), Staatssekretär (stellvertretender Minister) im britischen Verteidigungsministerium                                                                      | Politik      | Vereinigtes Königreich |
| 27 | Nick Clegg                              | ehemaliges Mitglied des britischen House of Commons (Liberal Democrats), ehemaliger Vize-Premierminister | Politik      | Vereinigtes Königreich |
| 45 | Edward McMillan-Scott                   | ehemaliger MdEP (zuletzt ALDE-Fraktion), ehemaliger stellvertretender Vorsitzender des Europäischen Parlaments                                                                                                   | Politik      | Vereinigtes Königreich |
| 62 | Andrew Robathan                         | ehemaliger Staatsminister für Nordirland der britischen Regierung (Conservative Party) | Politik      | Vereinigtes Königreich |
| 54 | Andrew Parker, Baron Parker of Minsmere | Generaldirektor MI5 | Geheimdienst | Vereinigtes Königreich |
| 61 | Malcolm Rifkind                         | Mitglied des britischen House of Commons (Conservative Party), ehemaliger Vorsitzender des Intelligence and Security Committee                                                                                   | Politik      | Vereinigtes Königreich |
| 70 | Robert John Sawers                      | ehemaliger Leiter MI6 | Geheimdienst | Vereinigtes Königreich |
| 75 | Robert Walter                           | ehemaliges Mitglied des britischen House of Commons (Conservative Party) | Politik      | Vereinigtes Königreich |
| 85 | Nicholas Houghton                       | Leiter des Verteidigungsstabs der Streitkräfte | Militär      | Vereinigtes Königreich |
| 1  | Solvita Āboltiņa                        | Mitglied des lettischen Parlaments (Partei Einigkeit), Parlamentspräsidentin, Parteivorsitzende | Politik      | Lettland               |
| 12 | Inese Vaidere                           | MdEP (EVP-Fraktion), Mitglied des AFET-Ausschusses | Politik      | Lettland               |
| 22 | Roberts Zīle                            | MdEP (EKR-Fraktion) | Politik      | Lettland               |
| 24 | Sandra Kalniete                         | MdEP (EVP-Fraktion) | Politik      | Lettland               |
| 56 | Artis Pabriks                           | MdEP (EVP-Fraktion), ehemaliger lettischer Verteidigungsminister | Politik      | Lettland               |
| 4  | Petras Auštrevičius                     | MdEP (ALDE-Fraktion) | Politik      | Litauen                |
| 13 | Edmundas Vaitekūnas                     | Vorsitzender der Kommission für Radio und Fernsehen Litauens | Medien       | Litauen                |
| 17 | Gediminas Grina                         | ehemaliger Direktor der Abteilung für Staatssicherheit | Geheimdienst | Litauen                |
| 37 | Andrius Kubilius                        | Mitglied des litauischen Parlaments (Vaterlandsunion – Christdemokraten Litauens), ehemaliger Parteivorsitzender                                                                                                 | Politik      | Litauen                |
| 40 | Vytautas Landsbergis                    | ehemaliger MdEP (EVP), ehemaliges Mitglied des AFET-Ausschusses, Ehrenvorsitzender der litauischen Partei Vaterlandsunion – Christdemokraten Litauens                                                            | Politik      | Litauen                |
| 51 | Jovita Neliupšienė                      | Leiterin der Gruppe für Außenpolitik beim litauischen Präsidenten | Politik      | Litauen                |
| 57 | Artūras Paulauskas                      | Mitglied des litauischen Parlaments (Darbo partija), Vorsitzender des Komitees für Nationale Sicherheit und Verteidigung, ehemaliger Parlamentsvorsitzender                                                      | Politik      | Litauen                |
| 5  | Hans van Baalen                         | MdEP (LIDE-Fraktion), Mitglied des AFET-Ausschusses | Politik      | Niederlande            |
| 6  | Louis Bontes                            | Abgeordneter der 2. Kammer der Generalstaaten (Partei für die Niederlande), ehemaliger Parteivorsitzender | Politik      | Niederlande            |
| 67 | Michiel Servaes                         | Abgeordneter in der 2. Kammer der Generalstaaten (Arbeitspartei) | Politik      | Niederlande            |
| 7  | Bogdan Borusewicz                       | Vorsitzender (Marschall) des polnischen Senats (Platforma Obywatelska), Mitglied des Rats für nationale Sicherheit                                                                                               | Politik      | Polen                  |
| 8  | Jerzy Buzek                             | MdEP (EVP-Fraktion), Mitglied des AFET-Ausschusses | Politik      | Polen                  |
| 11 | Zbigniew Włosowicz                      | stellvertretender Leiter des Büros für nationale Sicherheit (BBN) | Geheimdienst | Polen                  |
| 29 | Stanisław Koziej                        | Sekretär des polnischen Sicherheitsrats, Leiter des BBN | Geheimdienst | Polen                  |
| 34 | Paweł Kowal                             | ehemaliger MdEP (EKR-Fraktion), ehemaliger Vorsitzender der Delegation im Komitee für parlamentarische Zusammenarbeit EU-Ukraine                                                                                 | Politik      | Polen                  |
| 38 | Robert Kupiecki                         | Unterstaatssekretär im polnischen Verteidigungsministerium (parteilos) | Politik      | Polen                  |
| 39 | Radosław Kujawa                         | Brigadegeneral, Leiter der militärischen Aufklärung, Leiter des Dienstes für militärische Aufklärung des Verteidigungsministeriums                                                                               | Militär      | Polen                  |
| 41 | Ryszard Legutko                         | MdEP (EKR-Fraktion), stellvertretender Vorsitzender im Auswärtigen Ausschuss (AFET) | Politik      | Polen                  |
| 44 | Adam Lipiński                           | Sejm-Abgeordneter | Politik      | Polen                  |
| 49 | Marek Migalski                          | ehemaliger MdEp (EKR-Fraktion), ehemaliges Mitglied der EP-Delegation im Komitee für parlamentarische Zusammenarbeit EU-Russland                                                                                 | Politik      | Polen                  |
| 86 | Ryszard Czarnecki                       | stellvertretender EP-Vorsitzender (EKR-Fraktion) | Politik      | Polen                  |
| 58 | Agnieszka Pomaska                       | Sejm-Abgeordnete (Bürgerplattform) | Politik      | Polen                  |
| 65 | Jacek Saryusz-Wolski                    | MdEP (EVP-Mitglied), Mitglied des AFET-Ausschusses | Politik      | Polen                  |
| 68 | Marek Siwiec                            | ehemaliger MdEP (S&D-Fraktion), ehemaliges Mitglied des AFET-Ausschusses | Politik      | Polen                  |
| 74 | Marek Tomaszycki                        | Befehlshaber des Führungskommandos der polnischen Streitkräfte, General | Militär      | Polen                  |
| 76 | Andrzej Fałkowski                       | Militärvertreter im Militärausschuss der NATO und der EU in Brüssel, ehemaliger stellvertretender Leiter des Generalstabs der Streitkräfte Polens                                                                | Militär      | Polen                  |
| 77 | Anna Fotyga                             | MdEP (EKR-Fraktion), Vorsitzende des Unterausschusses für Verteidigung und Sicherheit | Politik      | Polen                  |
| 84 | Maciej Hunia                            | Leiter der Agencja Wywiadu (Agentur für (Auslands-)Aufklärung) | Geheimdienst | Polen                  |
| 33 | Iulian Chifu                            | ehemaliger Berater des rumänischen Präsidenten in strategischen Fragen und internationaler Sicherheit, Kolumnist der Zeitung Evenimentul zilei (EVZ)                                                             | Politik      | Rumänien               |
| 35 | Tiberiu-Liviu Chodan                    | Befehlshaber der Seestreitkräfte Rumäniens [in der Liste „Chondon“ geschrieben] | Militär      | Rumänien               |
| 73 | Eugen Tomac                             | Vorsitzender der Partei der Volksbewegung | Politik      | Rumänien               |
| 82 | Gheorghe Hațegan                        | stellvertretender Generaldirektor des Staatsunternehmens „Transgaz“ | Wirtschaft   | Rumänien               |
| 87 | Adrian Cioroianu                        | ehemaliger MdEP (LIDE-Fraktion), ehemaliger stellvertretender Fraktionsvorsitzender, Dekan der historischen Fakultät der Universität Bukarest                                                                    | Politik      | Rumänien               |
| 3  | Lena Adelsohn Liljeroth                 | ehemalige Abgeordnete der schwedischen Reichstag (Moderata samlingspartiet), ehemalige Kultur- und Sportministerin                                                                                               | Politik      | Schweden               |
| 16 | Odd Werin                               | Konteradmiral, militärischer Vertreter Schwedens bei der EU und NATO | Militär      | Schweden               |
| 30 | Anna Maria Corazza Bildt                | MdEP (EVP-Fraktion), stellvertretende Vorsitzende des Ausschusses für Binnenmarkt und Verbraucherschutz (IMCO)                                                                                                   | Politik      | Schweden               |
| 31 | Gunnar Karlson                          | Leiter des Militärischen Nachrichten- und Sicherheitsdienstes (MUST) | Geheimdienst | Schweden               |
| 43 | Eva Liedström Adler                     | Leiterin der Schwedischen Steuerbehörde | Beamter      | Schweden               |
| 59 | Marietta de Pourbaix-Lundin             | ehemalige Parlamentsabgeordnete und Leiterin der schwedischen PACE-Delegation | Politik      | Schweden               |
| 66 | Magnus Söderman                         | Mitglied der „Schwedischen Widerstandsbewegung“ | Aktivist     | Schweden               |
| 83 | Gunnar Hökmark                          | MdEP (EVP-Fraktion), Mitglied des Ausschusses für Wirtschaft und Währung | Politik      | Schweden               |
| 15 | Ramón Luis Valcárcel                    | MdEP (EVP-Fraktion), Vizepräsident des Europäischen Parlaments, ehemaliger Regierungspräsident der autonomen Region Murcia                                                                                       | Politik      | Spanien                |
| 64 | José Ignacio Salafranca Sánchez-Neyra   | ehemaliger MdEP (EVP-Fraktion), ehemaliges Mitglied des AFET-Ausschusses | Politik      | Spanien                |
| 21 | Marek Zenisek                           | Mitglied des tschechischen Parlaments (TOP 09), stellvertretender Parteivorsitzender | Politik      | Tschechien             |
| 79 | Štefan Füle                             | ehemaliger EU-Kommissar für Erweiterung und Nachbarschaftspolitik | Politik      | Tschechien             |
| 88 | Karel Schwarzenberg                     | Mitglied des tschechischen Parlaments (TOP 09), Vorsitzender des Auswärtigen Ausschusses, Parteivorsitzender | Politik      | Tschechien             |
| 89 | Jaromír Štětina                         | MdEP (EVP-Fraktion), stellvertretender Vorsitzender des Unterausschusses für Verteidigung und Sicherheit, Mitglied des AFET-Ausschusses                                                                          | Politik      | Tschechien             |